# Bremer voetbalkampioenschap 1905/06
In 1905/06 werd het zevende Bremer voetbalkampioenschap gespeeld, dat georganiseerd werd door de Bremer voetbalbond. Werder Bremen werd kampioen en nam deel aan de eerste Noord-Duitse eindronde. De club werd meteen uitgeschakeld door Eintracht Braunschweig.

## Eindstand
| Plaats | Club                    | Wed. | W | G | V | Saldo | Ptn |
| ------ | ----------------------- | ---- | - | - | - | ----- | --- |
| 1.     | FV Werder Bremen        | 4    | 3 | 0 | 1 | 20:7  | 6:2 |
| 2.     | FC Elite Bremen         | 4    | 3 | 0 | 1 | 13:5  | 6:2 |
| 3.     | Bremer SC 1891          | 4    | 2 | 1 | 1 | 5:5   | 5:3 |
| 4.     | SuS 1896 Bremen         | 4    | 1 | 1 | 2 | 1:4   | 3:5 |
| 5.     | FC Germania 1901 Bremen | 4    | 0 | 0 | 4 | 1:19  | 0:8 |

|  | Kampioen   |
|  | Degradatie |

Finale
|  |                  |       |                 |        |
|  | FV Werder Bremen | 3 – 2 | FC Elite Bremen | Bremen |
|  |                  |       |                 | Bremen |